# 梁允洁
梁允洁，真定人，清朝政治人物、监生出身。
康熙四十一年，任泉州府知府。